# Ларинська
Ла́ринська (рос. Ларинская) — присілок у складі Нюксенського району Вологодської області, Росія. Входить до складу Нюксенського сільського поселення.

## Населення
Населення — 13 осіб (2010; 37 у 2002).
Національний склад (станом на 2002 рік):
- росіяни — 89 %